# セシウム137
セシウム137（英: caesium-137, 137
55Cs）はセシウムの放射性同位体であり、質量数が137のものを指す。ウラン235などの核分裂によって生成する。

## 放射性崩壊
{\displaystyle \mathrm {^{137}_{\ 55}Cs\ {\xrightarrow[{30.07\ ans}]{\beta ^{-}\ 512.0\ keV}}\ _{\ \ \ 56}^{137m}Ba\ {\xrightarrow[{2.552\ min}]{\gamma \ 661.7\ keV}}\ _{\ 56}^{137}Ba} }
30.1年の半減期を持ち、ベータ崩壊によりバリウム137の準安定同位体、すなわちバリウム137m (137mBa, Ba-137m) になる（95 %の崩壊がこの同位体を作り、残りの5 %が基底状態の同位体を作る）。バリウム137mの半減期は約2.55分で、これはすべて核異性体転移によるものである。1 gのセシウム137の放射能の量は 3.215 TBq である。
バリウム137mの光子エネルギーは662 keVである。これらの光子は食品照射や癌の放射線療法に使われる。セシウム137は反応性が高く、扱いにくいので、工業用のX線撮影にはあまり使われない。セシウム塩が水に非常に溶けやすいことも、扱いを難しくしている。コバルト60 60
27Co は反応性に乏しい金属で、高エネルギーγ線を放出するので、X線撮影に適している。セシウム137は湿度計、密度計、流量計などの工業用計器にも使われている。

## 環境中の放射性セシウム

セシウム137のγスペクトル：660 keV γ- と 30 keV Ba Kα線

ネバダ核実験場でのアメリカの核実験後での堆積物のうち、最もセシウム137が含まれていた10回の爆発。SimonとHarryという爆発実験は1953年のアップショット・ノットホール作戦のもので、GeorgeとHowは1952年のタンブラー・スナッパー作戦のものである。

セシウム137は、1945年広島・長崎への原子爆弾投下によって地球上に放出され、1940年代〜1960年代のアメリカ・ソ連の核実験、1954年ごろからの大規模な水爆実験や核事故で高濃度に放出された。チェルノブイリ原子力発電所事故においても大量に放出され、2005年現在、セシウム137はチェルノブイリ原子力発電所周辺の放射線汚染地域での、主な放射線源である。原子炉内部の物質が環境中に放出されたとき、セシウム134、ヨウ素131、ストロンチウム90、プルトニウムとともに、セシウム137は健康への影響が最も大きい放射性同位体の1つである。
チェルノブイリ事故以後のドイツ全土について平均してみると、セシウム137による汚染は、平均で2000-4000 Bq/m2となっている。これは1 mg/km2に相当し、500 gのセシウム137がドイツ全土にばらまかれたことになる。
セシウム137は、ほぼ全て人為的に生成された核種である。非人為的には、極めて低い確率で起こる天然ウランの自発核分裂で痕跡量が生成する程度である。そのため、核実験が始まる以前には自然環境中に殆ど存在していなかった。この同位体から放出される特性γ線を観測することにより、密封容器の内容物が核実験の幕開け以前に製造されたものかどうか判別することができる。この手順は、高級ワインが偽物であるかどうかの鑑定のため、特にジェファーソン・ボトル事件などで用いられた。
ウラン235の熱中性子核分裂において直接生成する場合の核分裂収率は、セシウム137は0.06 %に過ぎないが、ヨウ素137（半減期24.5秒）は2.6 %、キセノン137（半減期3.82分）は3.2 %生成し、その他テルル137（半減期2.5分、0.39 %）なども含めて、これら短寿命核種がベータ崩壊してセシウム137となるため、累積の核分裂収率は6.2 %となる。

### 海洋中の分布
海洋中では水深約200 m付近にある水温躍層（温度変化の急激な変化点）より浅い海域に多く存在し、濃度は比較的均一である。つまり、水温躍層が一種のバリヤ的機能を果たしている。生物濃縮により魚食性の高い魚種での高い濃縮度を示すデータが得られている。

## 危険性
セシウム137に限らず、セシウムの化合物は多くが水溶性であり、体内に取り込まれやすいが、同時に排泄されやすい性質も持つ。生体内での振る舞いはカリウムやルビジウムに似ている。取り込まれたセシウムは体内を循環し、ベータ線による内部被ばくを起こす。福島第一原発事故の後安楽死させた牛の調査によれば、
臓器中の放射性セシウム濃度は血液中の放射性セシウムに比例し、骨格筋で最も高く血中の約21.3倍であった。母牛と胎児・子牛の組の比較では臓器によらず胎児の放射性セシウム濃度は母牛の1.2倍、子牛では1.5倍になっていた。
ヒトにおける体から排泄されることによる生物学的半減期は平均70日である。この期間は年齢により変化し、若年では短く（19日から57日）、老年では長い（80日から110日）。
多量のセシウム137を摂取した場合の治療薬としてプルシアンブルー（紺青、ヘキサシアノ鉄(II)酸鉄(III)）が用いられる。プルシアンブルーは水溶性のセシウムに結合して不溶化することにより、腸肝循環に入ったセシウムの再吸収を防いで排出させやすくする。投与に当たっては放射能量の測定などの制限があり、予防的な投与はしないよう勧告されている。また低カリウム血症や消化管の蠕動運動の不調による滞留の長期化、鉄の過剰蓄積に注意する必要がある。セシウム137の摂取量が30mSv以下ではそもそも投与による利益が期待できず、300mSv以上でなければ効果が期待されない。小児以下の年齢では使用例が少なく、安全性が不明である。
放射能汚染の原因となる主要三核種の一つである。

### 生体に対する影響
経口で10000 Bqを摂取した時の実効線量は0.13 mSvとされ、1 mの距離に1.00 MBqの線源があった場合、ガンマ線によって1日に1.9 µSvの外部被曝を受ける。
世界保健機関 (WHO) の飲料水中の放射性核種のガイダンスレベルは、平常時の値は10 Bq/Lで原子力危機時の誘導介入レベルであり、国際原子力機関は介入レベルを3,000 Bq/Lとしているが平常時の値や誘導介入レベルは定めていない。日本では、2011年東北地方太平洋沖地震における福島第一原子力発電所事故を受けて、放射性セシウムの飲料水中及び牛乳・乳製品中の暫定規制値を200 Bq/kgと定めた。2012年4月より強化されている規制値については福島第一原子力発電所事故の影響 食品中の放射性物質に対する規制の節参照。
セシウム137の重量あたりの蓄積量は、子供は心筋・甲状腺において大人のおよそ3倍、その他の臓器ではおよそ2倍とされている。
心筋細胞等にセシウム137が過剰に蓄積しやすく、心筋障害や不整脈などの心臓疾患が惹起されやすいことが指摘されている。詳細は「ユーリ・バンダジェフスキー」を参照のこと。
チェルノブイリ原子力発電所事故後に作業員や住民にみられる免疫機能が低下するチェルノブイリ・エイズの発生機序について、セシウム137による内部被曝で胸腺が破壊され、ヘルパーT細胞を含むリンパ球のT細胞系が作れなくなり、B細胞に抗体グロブリンを作るように命令してくれるはずのT細胞が存在しないので、血中の免疫グロブリンの数が激減してしまう、等と述べられている。詳細は「チェルノブイリ・エイズ」を参照のこと。
胸腺は放射線や副腎皮質ホルモンなどに暴露されると萎縮するが特にT細胞を盛んに産出している時期は感受性が高い。胸腺中のリンパ球が最も多いのは思春期（10代前後）でピーク時の胸腺は30～40gに達する。その後は急速に萎縮し脂肪組織に置き換わる。そのため胸腺は最も老化の早い器官といわれる。逆にいえば胸腺は発達が早く、たとえば、出生直後のマウスで胸腺摘出を行うと、マウスは免疫不全に陥るが、成熟マウスで摘出をしても免疫系に影響は少ない。これは、成熟した個体では十分なT細胞のプールができ、末梢でもリンパ球が生理的増殖を行うようになるからである。詳細は「胸腺」を参照のこと。

### 事故例
前述のとおり人為的生成核種であり、原子力事故による漏洩が支配的である。原子力発電所などの原子力関連施設からの漏洩によるもののほか、一般に、放射性物質を不適切に管理すると、外部へ持ち出される恐れがある。その際に一般市民が被曝した事故としてゴイアニア被曝事故がある。
また、原料に混入すると、放射性物質を含む製品を生産することになる。アセリノックス事故では、スペインのアセリノックスというリサイクル会社が、γ線発生器のセシウム137を溶融してしまった。2009年には、中国陝西省のセメント会社が、古い使われていないセメント工場を取り壊し、放射性物質取り扱いの基準に則らなかった。それにより測定機器に使われていたセシウム137が、トラック8台分の金属片とともに製鉄所に送られた。そうして、放射性セシウムが鋼鉄に混入することになった。